# Kathedralbasilika St. Cäcilia

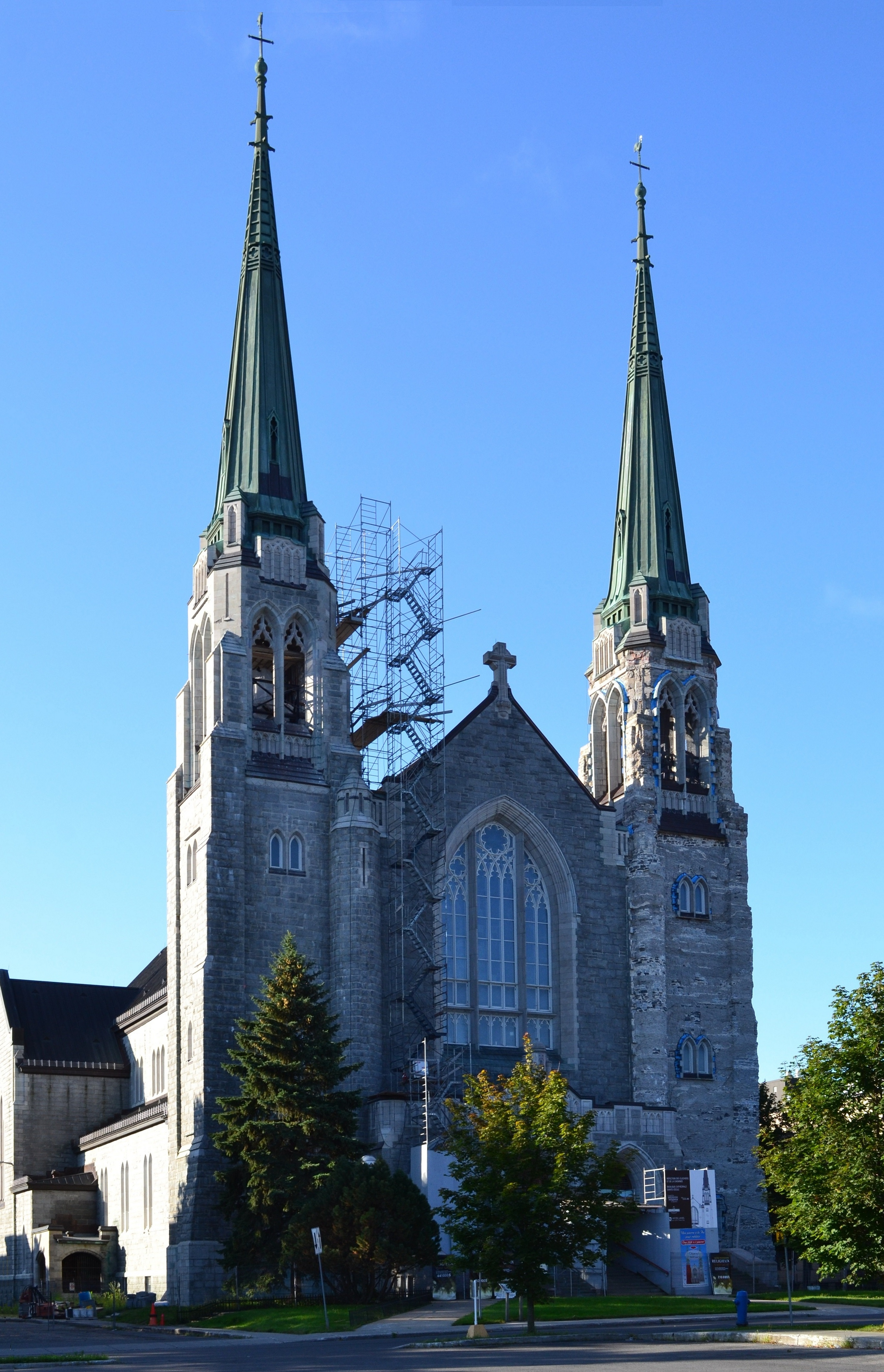
Turmfassade der Kathedrale St. Cäcilia

Die Kathedralbasilika St. Cäcilia  (französisch Basilique-Cathédrale Sainte-Cécile) ist eine römisch-katholische Kirche in Salaberry-de-Valleyfield im Südwesten der Provinz Quebec, Kanada. Die Kathedrale des Bistums Valleyfield ist Cäcilia von Rom gewidmet und trägt zusätzlich den Titel einer Basilica minor.

## Geschichte

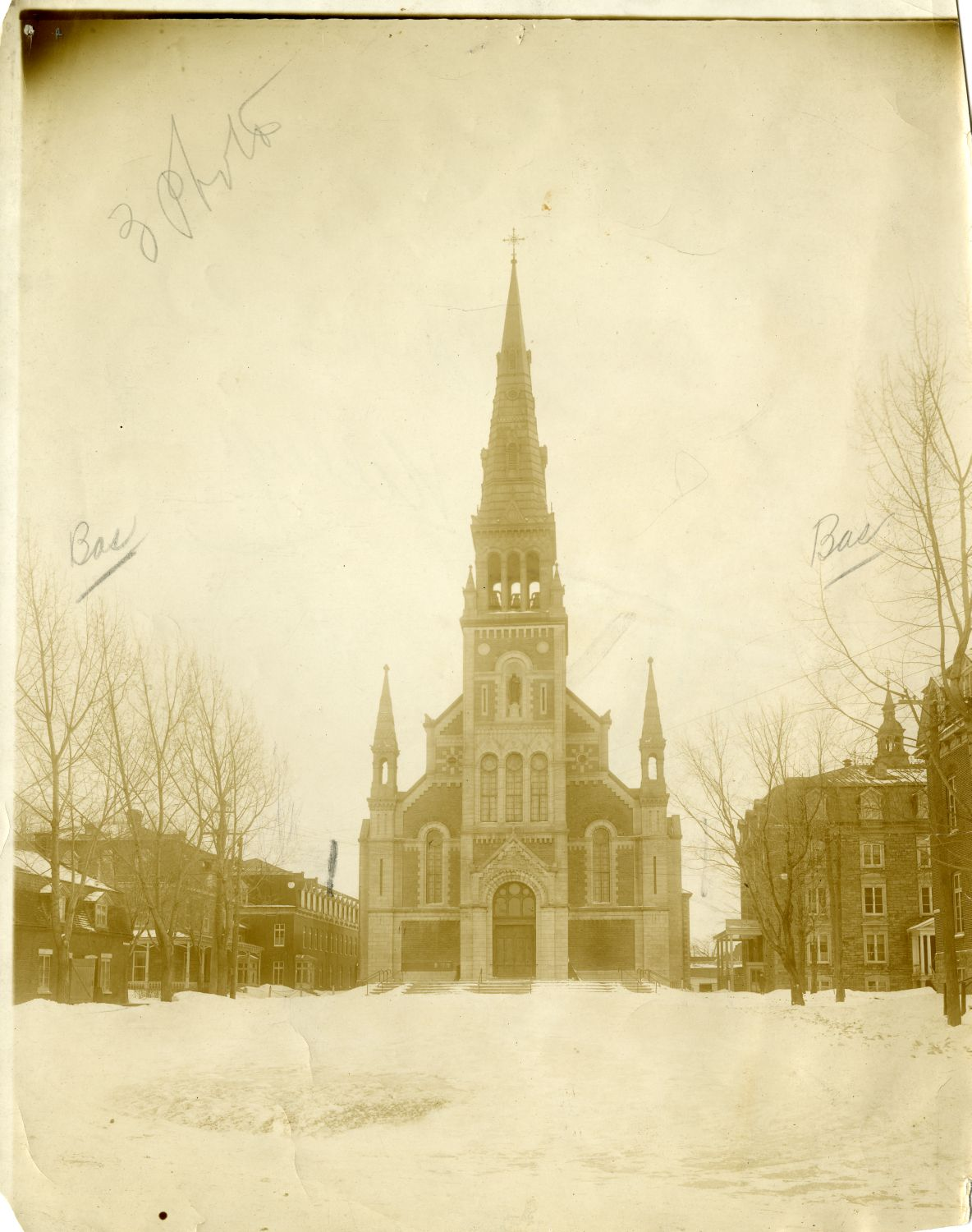
Kathedrale St. Cäcilia (1925)

Der Ort Valleyfield wurde 1855 nach dem Bau des 1845 fertiggestellten Beauharnois-Kanals gegründet und erhielt 1856 die Pfarrkirche Ste-Cécile. 1882 wurde eine vergrößerte Kirche gebaut, die 1892 Kathedrale des durch Papst Leo XIII. geschaffenen Bistums Valleyfield wurde. Diese erste Kathedrale wurde 1933 durch einen Brand zerstört.
1934/35 wurde die heutige Kathedrale im neogotischen Stil errichtet. Sie ist ein Werk der Architekten Louis Napoleon Audet, Henri Labelle Eugene Perron und Jean-Marie Lafleur. Das imposante Gebäude mit seiner Doppelturmfassade hat eine Länge von etwa 100 Metern bei 35 Metern Breite, der Hahn auf der Spitze des Glockenturms ragt 70 Meter hoch. Die Kathedrale hat eine Orgel von Casavant Frères, die 1935 installiert wurde. 1991 erhielt die Kathedrale durch Papst Johannes Paul II. den Titel einer Basilica minor verliehen. 2002 wurde die Kathedralbasilika durch zwei Brände beschädigt.